# ساختمان شمالی متروپولیتن لایف
ساختمان شمالی متروپولیتن لایف (انگلیسی: Metropolitan Life North Building) آسمان‌خراش ۳۰ طبقه واقع در خیابان مدیسون، منهتن، نیویورک است، که در سال ۱۹۲۸ عملیات ساخت آن آغاز شد و در سال ۱۹۵۰ به بهره‌برداری رسید.